# Pentobesa lignicolor
Pentobesa lignicolor är en fjärilsart som beskrevs av Heinrich Benno Möschler 1877. Pentobesa lignicolor ingår i släktet Pentobesa och familjen tandspinnare. Inga underarter finns listade i Catalogue of Life.